# Frank Bleckmann
Frank Bleckmann (ur. 3 sierpnia 1967 w Mülheim an der Ruhr) – niemiecki szablista reprezentujący też RFN, czterokrotny medalista mistrzostw świata.
Podczas mistrzostw świata w Denver w 1989 roku reprezentanci RFN w składzie: Frank Bleckmann, Felix Becker, Jürgen Nolte, Ulrich Eifler i Jörg Kempenich zdobyli srebrny medal w szabli drużynowej. W rywalizacji drużynowej zdobył następnie brązowe medale na mistrzostwach świata w Lyonie (1990), mistrzostwach świata w Budapeszcie (1991) i mistrzostwach świata w Essen (1993). W rywalizacji indywidualnej był między innymi piętnasty na MŚ 1993.
Na igrzyskach olimpijskich w Atlancie w 1996 roku, zajął 21. miejsce indywidualnie i ósme drużynowo.